# Kwon Alexander
Kwon Alexander (* 3. August 1994 in Oxford, Alabama) ist ein US-amerikanischer American-Football-Spieler in der National Football League (NFL). Er spielt zurzeit für die Detroit Lions als Linebacker.

## College
Alexander, der während der Highschool auch als Leichtathlet von sich reden machte, besuchte die Louisiana State University (LSU) und spielte 2012 und 2014 für deren Mannschaft, die Tigers, als Linebacker. In 32 Spielen konnte er 167 Tackles setzen sowie 1,5 Sacks erzielen.

## NFL

### Tampa Bay Buccaneers

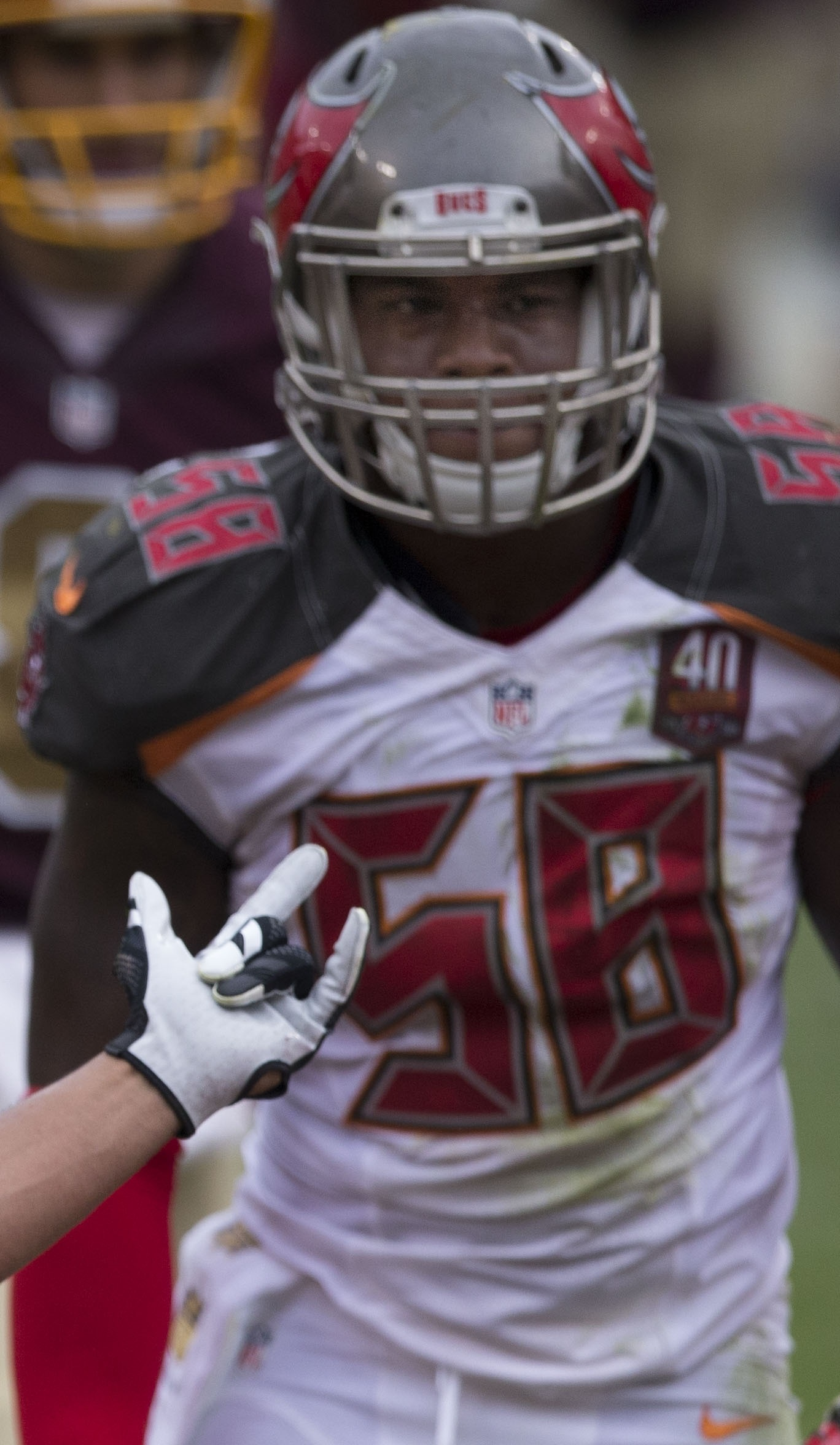
Kwon Alexander (2015)

Beim NFL Draft 2015 wurde er in der vierten Runde als insgesamt 124. Spieler von den Tampa Bay Buccaneers ausgewählt. Die Bucs tauschten ihren Viert- und Siebtrundenpick gegen den Viertrundenpick der Oakland Raiders, um so weiter nach vorne zu rücken und ihn auswählen zu können. Er erhielt einen Vierjahresvertrag in der Höhe von 2,75 Millionen US-Dollar.
Alexander konnte sich sofort etablieren und lief bereits in seiner Rookie-Saison in zwölf Partien als Starter auf. Die letzten vier Spiele wurde er wegen eines Dopingverstoßes von der Liga gesperrt. In den folgenden Spielzeiten mauserte er sich zu einer Stütze der Defense der Buccaneers. 2016 lief er in allen Partien als Starter auf und konnte im Spiel gegen die Los Angeles Rams seinen ersten Touchdown erzielen. Er trug nach einer Interception den Ball für 39 Yards in die gegnerische Endzone. 2017 wurde er, obwohl er wegen einer Oberschenkelverletzung vier Spiele pausieren musste, erstmals in den Pro Bowl berufen. Auch 2018 blieb ihm das Verletzungspech treu, und so war für ihn die Saison mit einem Kreuzbandriss bereits nach sechs Partien zu Ende.

### San Francisco 49ers
Im März 2019 unterschrieb Alexander bei den San Francisco 49ers einen Vierjahresvertrag über 54 Millionen US-Dollar, 27 davon garantiert.

### New Orleans Saints
Am 2. November 2020 gaben die 49ers Alexander im Austausch gegen Linebacker Kiko Alonso und einen an Bedingungen geknüpften Fünftrundenpick an die New Orleans Saints ab. Am 16. Spieltag zog er sich einen Achillessehnenriss zu. Nach der Saison 2020 entließen ihn die Saints im März 2021. Im August nahmen die Saints Alexander zu günstigeren Konditionen erneut unter Vertrag.

### New York Jets
Am 29. Juli 2022 nahmen die New York Jets Alexander unter Vertrag. Er bestritt alle 17 Spiele, davon 12 als Starter, und verzeichnete 69 Tackles.

### Pittsburgh Steelers
Am 30. Juli 2023 unterschrieb Alexander einen Einjahresvertrag bei den Pittsburgh Steelers. Er bestritt neun Spiele für Pittsburgh, davon zwei als Starter, bevor er sich die Achillessehne riss, und den Rest der Saison verpasste.

### Denver Broncos
Am 25. September nahmen die Denver Broncos Alexander für ihren Practice Squad unter Vertrag.

### Detroit Lions
Nach zahlreichen Verletzungen in ihrem Kader entschlossen sich die Detroit Lions dazu, Alexander am 29. November 2024 vom Practice Squad der Broncos für ihren 53-Mann-Roster zu verpflichten.